# Cidade Nova (Río de Janeiro)
Cidade Nova (es decir Ciudad Nueva) es un barrio de la Zona Central de Río de Janeiro. Lo divide la avenida Presidente Vargas, la mayor de la ciudad localizado-si en la convergencia entre el Centro y la Zona Norte. Limita con los barrios Centro, Catumbi, Estácio, Santo Cristo, y también tiene un acceso a Santa Teresa, y también se limita con Praça da Bandeira, ya en la Zona Norte.

## Historia
Los primeros registros del nombre Ciudad Nueva se remontan a los años 1820, durante el reinado de Juan VI. Hasta el inicio del siglo XIX, la región era un terreno anegadizo ocupado por la laguna Sentinela y el pantano de Mangue, que había que atravesar para ir del Centro y a las zonas rurales de la Tijuca y San Cristóbal. Con las ganancias de tierra (aterros) de principios del siglo XX, surgió el proyecto de impulsar el crecimiento de la ciudad para el área, viniendo de ahí el nombre.
La avenida Presidente Vargas era una extensa región pantanosa, comprendiendo los manglares de la Gamboa Grande y el final de la bahía (saco) de San Diego. Estos fueron secados a principios del siglo XIX. Allí se formó entonces el "Campo de Marte", destinado la maniobras de tropas militares y ejercicios de tiro. 
También fue abierto el "Camino del Aterrizado", - o de las Lanternas, sobre el cual la calle "São Pedro de la Ciudad Nueva" alcanzaría el "Puente de los Marineros", renovada para que la familia imperial tuviera acceso del Palacio de Son Cristóvão a lo que viría a ser Santa Teresa. El Barón de Mauá instaló en la Calle São Pedro, en 1851, la "fábrica de gas", proyecto del inglés Guilherme Bragge y transformó, en 1857, la vala que corría en el aterrizado en un verdadero canal, el Canal del Mangue (entre las Calles Visconde de Itaúna y senador Eusébio).
A partir de 1860 la Ciudad Nueva fue característicamente un barrio proletário, de pequeñas casas obreras. En él, se localizaba la antigua Plaza 11 de Junio, que sería destruida con las obras de apertura de la Avenida Presidente Vargas, los años 1930. Las inmediaciones de la antigua plaza, sin embargo, mantiene el nombre de Plaza XI y constituyen un barrio en separado.
En 1895, se completó lo aterrizo de los pantanos vecinos con tierras que vinieron del desmonte del Muero de Senado. Fueron entonces, abiertas las calles Visconde Duprat, Pinto de Azevedo, Pereira Franco, de los Tranvías (Hacha Conejo), entre otras.

### SigloXX
Los años 1910, Cidade Nova fue una zona roja. Las antiguas casas obreras se convirtieron en burdeles y algunas residencias nobles, como Villa Mimosa, dieron lugar a casas de tolerancia. Desde los años 1960, varias de estas casas fueron siendo adquiridas y demolidas para dar lugar a edificios residenciales y comerciales, dando la actual verticalización del barrio. El área donde se localizaba Vila Mimosa abriga hoy el prefectura y el teleporto de la ciudad. La Zona se cambió irregularmente para la Plaza de la Bandera.
En los años 1970 el barrio comenzó a descomponerse en función de la devaluación inmobiliaria, ocurrieron entonces proyectos apenas-sucedidos de re-urbanización y re-ocupación de la zona, todos parcialmente ejecutados. Con la construcción de las líneas del metro, la región sufrió varias intervenciones. Por otro lado, hubo la ejecución de otra obra importante, la construcción del Sambódromo del Marqués de Sapucaí en la abandonada calle del mismo nombre, inaugurado en 1984 por proyecto de Oscar Niemeyer.

### SigloXXI
Desde 2005, se inició un proyecto de creación de un nuevo polo de desarrollo en Río de Janeiro, en jus al nombre del barrio, y a fin de desconcentrar la densidad de edificios del barrio del Centro. Algunos grandes emprendimientos han sido construidos en el barrio, siendo doce nuevos edificios de arquitectura e importancia notable en los últimos cinco años, por beneficios e iniciativas del ayuntamiento, en 2010 el barrio finalmente fue incluso la línea 1 del Metro y desde 2017 quedó incluido en la red de su Tranvía.

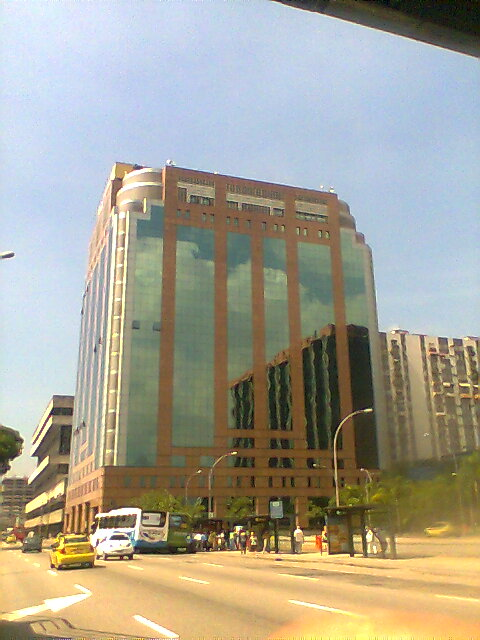
Teleporto de Río de Janeiro.

## Edificios notables
Cidade Nova cuenta con edificios gubernamentales como el Centro Integrado de Mando y Control del Gobierno Provincial (CET-Fluminense), el MetrôRio, el Tribunal Regional Electoral, el Edificio Correos y el Detran. A su vez, cuenta con centros de oficinas como el Centro Empresarial Integrado Cidade Nova II y III, el Teleporto, el Centro Empresarial Ciudad Nueva IV y el Centro de Convenciones Sur América. 
Por su parte, alberga instituciones sanitarias como el Hospital Céntrico de la Policía Militar, el Hospital Son Francisco de Assis, el Centro Provincial de Diagnóstico por Imagen (CEDÍ Río+Imagen). Entre sus centros educativos se destaca la Universidad Petrobras y entre los deportivos, el Pabellón Olímpico. Por último, es la sede de importantes instituciones culturales como el Museo del Samba, el Sambódromo Municipal y  el Teatro de Bolsillo.